# رويس غراسي
رويس غراسي (تلفظ برتغالي: /ˈʁɔjsi ˈɡɾejsi/؛ مواليد 12 ديسمبر 1966) هو مقاتل فنون قتالية مختلطة برازيلي معتزل، ومُكرّم من قبل قاعة مشاهير يو إف سي، وممارس جيو جيتسو برازيلية. عضو في عائلة غراسي، ويعتبر أحد أكثر الشخصيات نفوذاً في تاريخ فنون القتال المختلطة. كما شارك في بطولات برايد فايتنغ، وأحداث كيه-1 وبيلاتور.

## سجل فنون القتال المختلطة
| السجل المهني |        |         |
| 20 نزال      | 15 فوز | 2 خسارة |
| ضربة قاضية   | 2      | 2       |
| إخضاع        | 11     | 0       |
| قرار القضاة  | 2      | 0       |
| تعادل        | 3      | 3       |

## وصلات خارجية
- رويس غراسي على موقع IMDb (الإنجليزية)
- رويس غراسي على موقع قاعدة بيانات الفيلم (الإنجليزية)
- رويس غراسي على موقع يو إف سي (الإنجليزية)
- رويس غراسي على موقع بيلاتور (الإنجليزية)
- رويس غراسي على موقع شيردوغ (الإنجليزية)
- رويس غراسي على موقع Tapology.com (الإنجليزية)